# Leonhard Giani

Leonhard Giani

Leonhard „Leo“ Giani (* 30. August 1865 in Mainz; † 9. Februar 1933 in Aachen) war ein deutscher Kommunalpolitiker.

## Leben
Er war viertes Kind des Kaufmanns Caspar Giani und wuchs in wohlhabenden, katholischen Verhältnissen in Aachen auf. Er besuchte dort die frühere Domschule und anschließend die Realschule, die er 1882 mit dem Zeugnis der mittleren Reife verließ. Anschließend absolvierte er eine kaufmännische Lehre im Groß- und Einzelhandelsgeschäft seines Vaters, machte Auslandspraktika in Belgien und England und wurde zunächst Prokurist, dann Teilhaber im väterlichen Betrieb. 1890 heiratete er Johanna Faymonville, Tochter eines Brauereibesitzers, mit der er drei Kinder bekam. 
Nach dem Tod der Eltern 1895 führte er zunächst das Geschäft weiter und setzte bei seinen Geschwistern durch, dass 1901 das Elternhaus, die vom Architekten Hermann Joseph Hürth (Abb. dort) erbaute Villa Giani am Moreller Weg, einer Ärztegemeinschaft zur Gründung eines Krankenhauses verkauft wurde. So trug er wesentlich zur Gründung des danach von Franziskanerinnen von der Heiligen Familie betreuten Franziskushospitals bei, das seit 2020 zum Universitätsklinikum Aachen gehört.
1909 gab er die Geschäftsführung an seinen jüngeren Bruder Josef Giani ab, um sich ganz in den Dienst der Allgemeinheit zu stellen. Er wurde Beigeordneter der Stadt Aachen und kümmerte sich insbesondere um die Armenverwaltung und die Rekrutenfürsorge. 
Besonders engagiert waren er und seine Frau Johanna bei der Organisation des Deutschen Katholikentages in Aachen 1912. Für seine Verdienste als Vorsitzender der Finanzkommission wurde er durch Papst Pius X. zum Ritter des Gregoriusordens ernannt. Seine Frau erhielt das Kreuz „Pro Ecclesia et Pontifice“ in Gold. 
Leo Giani fand seine letzte Ruhestätte auf dem Westfriedhof II in Aachen.
Der SPD-Politiker Paul Leo Giani ist sein Enkel.